# Зеликман, Абрам Наумович
Абрам Наумович Зеликман (1911—1993) — советский химик и металлург, специалист в области металлургии редких металлов и гидрометаллургии. Доктор технических наук, профессор, автор монографий. Заслуженный металлург РСФСР (1989).

## Биография
Окончил Московский институт тонкой химической технологии (1938). В 1938—1941 аспирант и сотрудник кафедры тонкой металлургии редких металлов. В 1941—1945 зав. центральной лабораторией оборонного завода.
С 1945 года участвовал в ядерной программе (в получении оружейного плутония).
В 1948—1952 одновременно работал во ВНИИ неорганических материалов. В 1943—1993 преподавал в Московском институте цветных металлов (с 1962 г. Московский институт стали и сплавов) на кафедре редких металлов и порошковой металлургии.
Разработал процесс обжига молибденитовых концентратов, экстракционный способ извлечения молибдена и рения, технологию получения селенидов тугоплавких металлов, способ разделения молибдена и вольфрама и др.
Доктор технических наук, профессор. Заслуженный металлург РСФСР (1989).
Автор учебников и монографий, в том числе:
- Металлургия редкоземельных металлов тория и урана, М., 1961;
- Металлургия тугоплавких редких металлов, М., 1986;
- Теория гидрометаллургич процессов, 3-е изд., М., 1993.

Награждён орденом «Знак Почёта» и медалями.
Похоронен на Востряковском кладбище.